# Provinciale Badmintonvereniging Antwerpen
De Provinciale Badmintonvereniging Antwerpen (of kortweg PBA) is de provinciale badmintonvereniging van de provincie Antwerpen. Deze vereniging behartigt de belangen van alle aangesloten badmintonclubs en -spelers uit de provincie. PBA organiseert de provinciale interclubcompetitie in Antwerpen, organiseert verschillende initiatieven voor jeugdspelers, senioren en recreanten en vertegenwoordigt de provincie bij verschillende gelegenheden op Vlaams niveau. PBA organiseert daarnaast ook verschillende evenementen, waaronder het Georges Rogiers toernooi, de Provinciale Kampioenschappen en het IPJO (in beurtrol met de andere provincies). PBA organiseert ook jeugdtrainingen voor selectiespelers vanuit de hele provincie en ondersteunt hen bij de deelname aan toernooien.

## Ontstaan
PBA werd opgericht in 22 september 1977 en heette toen nog Provinciale Badmintonraad Antwerpen. Dit gebeurde nadat op 7 juli reeds een vergadering werd gehouden op initiatief van Lieven De Mulder met als doel het oprichten van een provinciale vereniging, zoals ook reeds in Limburg en West-Vlaanderen het geval was. Het eerste bestuur bestond uit voorzitter Lieven De Mulder (Olve) en secretaris/penningmeester Walter Van Gorp (Olve). De vereniging bestond toen uit 10 clubs: Amateurs, Antwerp, Bacss, Beco, Carltons, Olbad, Olve, Olympia, Rolowi en Smash.
Na verloop van tijd trad PBA toe tot de Nederlandstalige Badminton Liga (het huidige Badminton Vlaanderen) en werden alle Antwerpse clubs verplicht lid van PBA.

## Realisaties
Op 8 en 9 april 1978 vonden de eerste Provinciale Kampioenschappen in Antwerpen plaats, en dit in sporthal Den Willecom in Edegem.
In 1978 werden ook voor het eerst provinciale trainingen georganiseerd. Deze vonden toen ook plaats in Edegem onder initiatief van André Mens.
In 1979 riep PBA de commissies in het leven om verschillende realisaties gestroomlijnd te kunnen beheren. PBA bestond toen uit de sportcommissie, scheidsrechterscommissie, klassementscommissie, trainingscommissie en propagandacommissie.
In 1979 werd ook voor het eerst de provinciale competitie georganiseerd, en dit zowel voor volwassenen als voor jeugd.
Op 27 november 1980 vond de eerste Algemene Vergadering van PBA plaats. De opkomst was beperkt, maar de AV zou vanaf dat elk jaar georganiseerd worden.
In 1981 organiseerde PBA voor het eerst een seniorencompetitie.
In 1985 kreeg PBA een recreantencommissie en werd ook voor het eerst een recreantenontmoeting georganiseerd.
In 1987 werd PBA een vzw en werden de statuten voor het eerst gepubliceerd.
In 1989 werd het allereerste IPJO georganiseerd. PBA eindigde op de 3e plaats.
In 1995 werd het jeugdtoernooi, dat PBA al jaren organiseerde, hernoemd naar het Georges Rogiers toernooi, na het plotse overlijden van voorzitter Georges Rogiers.
In 2002 werd voor het eerst het PBA Jeugdcircuit georganiseerd, op initiatief van Paul Rouchet.

## Noodlot
PBA kreeg doorheen de jaren regelmatig af te rekenen met dramatische gebeurtenissen.
- In 1990 stierf een speler tijdens de veteranencompetitie ter plaatse, nadat hij onwel geworden was.
- In 1995 belandde PBA in diepe rouw, nadat hun voorzitter Georges Rogiers kwam te overlijden net voor aanvang van de Algemene Vergadering van de Nederlandstalige Badminton Liga. Hij zakte plots in elkaar. De toegediende hulp kon niet meer baten. Vijftien dagen eerder was hij nog herkozen als voorzitter van PBA.

## Lijst van voorzittersLijst van voorzitters
| Voorzitter         | Periode    |
| ------------------ | ---------- |
| Lieven De Mulder   | 1977-1978  |
| Willy De Ruisseaux | 1978-1985  |
| Marc Le Bon        | 1985-1986  |
| Georges Rogiers    | 1986-1995  |
| Walter Van Gorp    | 1995-2009  |
| Linda Schippers    | 2009-2021  |
| Peter Kiekens      | 2021-heden |